# Världsfredsrådet
Världsfredsrådet (eng. World Peace Council, ursprungligt namn i Sverige Världsfredskommittén) är en fredsorganisation som bildades 1949 med syfte att främja nedrustning och fredlig samexistens. 

## Historik
Organisationen som från sitt grundande fram till Berlinmurens fall och Sovjetunionens sammanbrott fyra decennier senare var sovjetkontrollerad, har ett flertal nationella underorganisationer, varav Svenska Fredskommittén var en. En central fråga för Världsfredsrådet var kärnvapennedrustningen, och 1950 antog man den s.k. Stockholmsappellen mot kärnvapen som krävde ett totalförbud mot atombomben. Appellen fick ett stort genomslag även i Västeuropa, och undertecknades av flera miljoner människor (bland annat en ung Jacques Chirac). Det totala antalet europeiska underskrifter var enligt Kominform över 560 miljoner, vilket måste anses som starkt överdrivet.
Organisationen var redan från början understödd och hårt kontrollerad av Sovjetunionen, vilket bland annat tog sig uttryck i att ingen som helst kritik riktades mot sovjetkommunismens upprustningar samtidigt som hårda krav på nedrustning riktades mot västmakterna. Världsfredsrådets första president var den franske kommunisten och kärnfysikern Frédéric Joliot-Curie. Dokument som offentliggjorts efter Sovjetunioniens kollaps visar också att Världsfredsrådet var helt beroende av bidrag från den sovjetiska regeringen. I slutet av 1980-talet publicerade organisationen själv uppgifter om att 90 procent av de ekonomiska kom direkt från Sovjetunionen (Peace Courier, 1989, No. 4).
Även om organisationen försökte bli ledande inom fredsrörelsen under 1950- och 1960-talet överflyglades Världsfredsrådet allt mer av andra, mindre Moskvatrogna fredsorganisationer. Kina lämnade organisationen 1966 efter kontroverser med Sovjet, vilket gjorde att många maoister tappade förtroendet för Världsfredsrådet. Däremot har organisationens kopplingar till Sovjetunionen bidragit till att hela fredsrörelsen setts som vänsterorienterad, om inte kommunistisk.

## Verksamhet idag
Efter Berlinmurens fall och Sovjetunionens sammanbrott har antalet aktiva sjunkit drastiskt. Världsfredsrådets säte flyttades år 2000 från Helsingfors till Aten. På senare år har man protesterat bland annat mot kriget i Jugoslavien på 1990-talet och mot kriget i Irak. En världsfredskongress i Aten 2004 samlade delegater från ett hundratal fredsorganisationer över hela världen.

## Fotnoter
1. ↑  Icke att förväxla med Svenska freds- och skiljedomsföreningen
2. ↑  Agrell, Wilhelm (2002). Svenska förintelsevapen. Lund: Historiska Media. sid. 141. ISBN 91-89442-49-0